# Beatrice dei Fieschi
Beatrice dei Fieschi (auch Beatrice Fieschi) (* 1225; † 1283) war eine italienische Adlige.

## Herkunft und Heirat
Beatrice entstammte der Familie Fieschi, einem Adelsgeschlecht aus dem bei Genua gelegenen Lavagna. Sie war eine Tochter von Tedisio de Fieschi, Graf von Lavagna. Sinibaldo de Fieschi, ein jüngerer Bruder ihres Vaters, wurde 1243 als Innozenz IV. Papst. Als Papst begünstigte er seine Verwandten, unter anderem erhob er Beatrix Bruder Ottobono zum Kardinaldiakon. 1250 versuchte sich Graf Thomas von Piemont, der bislang Kaiser Friedrich II. unterstützt hatte, dem Papst anzunähern. Vermutlich vor Ende des Sommers 1251 schloss der verwitwete Thomas einen Heiratsvertrag mit dem Vater von Beatrix und heiratet sie wenig später. Mit ihm hatte sie vier Kinder:
- Thomas von Savoyen († 1282)
- Amadeus V., Graf von Savoyen († 1323)
- Ludwig von Savoyen († 1302)
- Eleonore ⚭ Guichard de Beaujeu, Baron von Montpensier

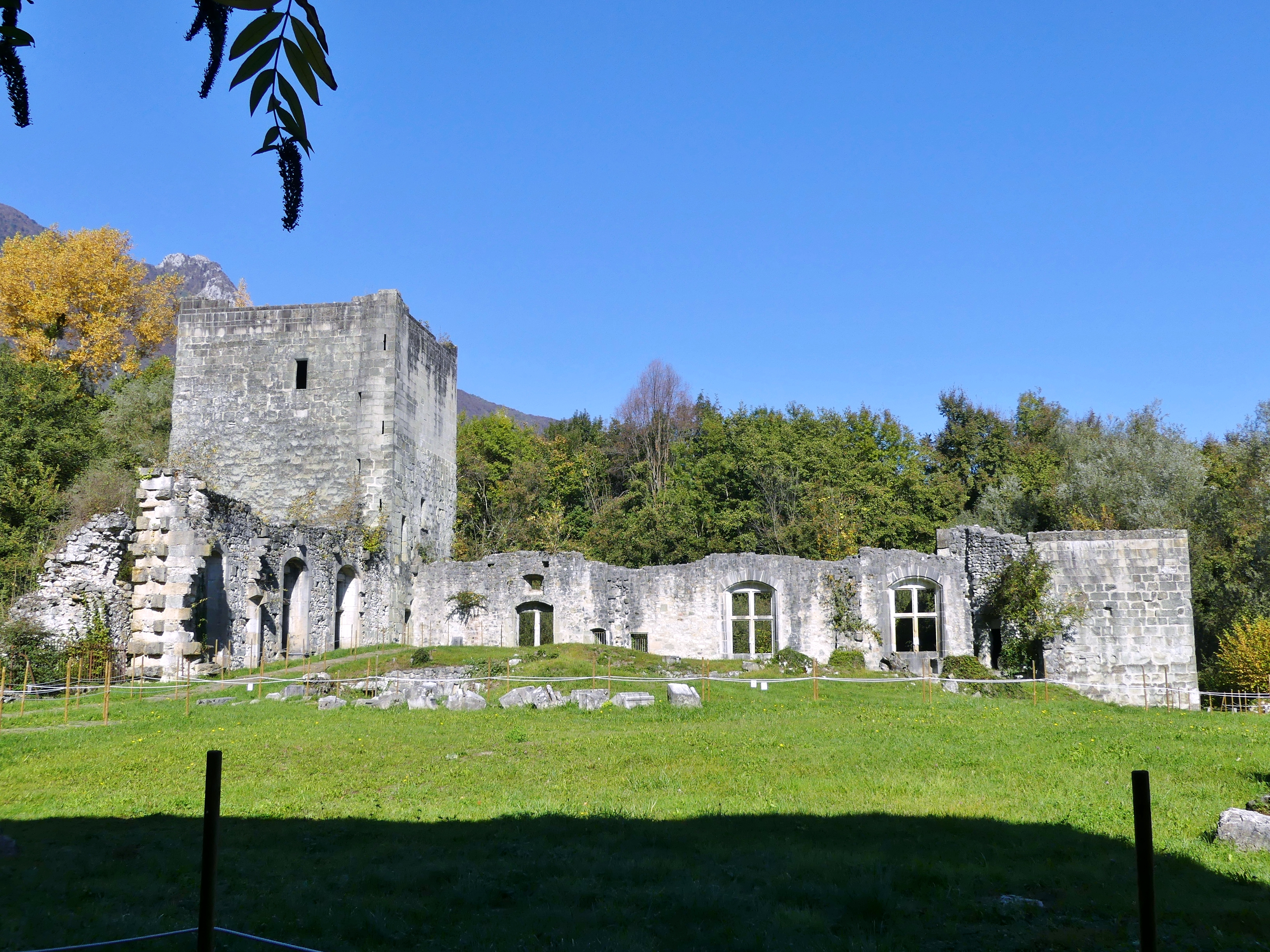
Die Burg von Le Bourget, der Hauptwohnsitz von Beatrice dei Fieschi während ihrer Witwenzeit

## Witwe von Thomas von Savoyen
Ihr Mann war 1255 während einer Fehde mit der Stadt Asti in Gefangenschaft geraten und kam erst 1257 frei. Für seine Freilassung mussten seine beiden ältesten Söhne als Geiseln gestellt werden. Thomas von Piemont starb im Februar 1259. Als Beatrice vom Tod ihres Mannes erfuhr, sorgte sie sich zunächst um die Sicherheit ihrer beiden älteren Söhne Thomas und Amadeus, die noch als Geiseln in Asti festgehalten wurden. Sie bat ihre Verwandten in Genua und Rom um Unterstützung. Ihr Bruder Kardinal Ottobono de Fieschi reiste nach Asti und konnte die Freilassung der beiden jungen Geiseln aushandeln, die dann vor 1260 zu ihrer Mutter kamen.
Nach dem Tod ihres Mannes heiratete sie nicht erneut. Sie erhielt als Wittum von den Besitzungen ihres Mannes Burgen bei Chambéry und Saint-Genix-sur-Guiers. Ihr Hauptwohnsitz wurde die Burg Le Bourget. 1260 gewährte sie zusammen mit ihrem Sohn Thomas aus Dankbarkeit dem Ort Saint-Genix-sur-Guiers neue Privilegien. Nach dem Tod des jungen Grafen Bonifaz von Savoyen 1263 hätte die Grafschaft gemäß dem Testament von Graf Amadeus IV. an den ältesten Sohn von Beatrice und Thomas fallen sollen. Da der junge Thomas aber zu dieser Zeit höchstens elf Jahre alt war, erhob Beatrice keinen Einspruch, als ihr Schwager Peter die Herrschaft als Graf von Savoyen übernahm. Der etwa 60-jährige Peter hatte selbst keine Söhne, so dass Savoyen nach seinem Tod wahrscheinlich doch an die Söhne von Beatrice fallen würde.
Nachdem ihr Sohn Thomas nach 1263 volljährig geworden war, übernahm er als Erbe seines Vaters dessen Besitzungen im Piemont. Im August 1267 forderte Papst Clemens IV. Beatrice und Thomas auf Betreiben von Bischof Goffredo Montanari von Turin auf, der Diözese Turin die Burgen von Rivoli, Cavour und Castelvecchio zurückzugeben. Bis auf Rivoli waren die Burgen aber gar nicht im Besitz von Beatrice, da Cavour und Castelvecchio als Pfand an Asti abgetreten waren. Beatrice ignorierte diese und die folgenden Aufforderungen des Papstes. Darauf forderte der Papst sie im September 1268 schließlich auf, dass sie sich vor der Kurie verantworten sollte. Der Bischof von Turin verlangte, dass kirchliche Sanktionen gegen Beatrice verhängt werden sollten, doch dann starb der Papst im November 1268. Aufgrund der folgenden Sedisvakanz des Papsttums wurden schließlich keine Kirchenstrafen gegen Beatrice verhängt.
Sie starb im Sommer 1283. Nach ihrem Tod fiel ihr Wittum an ihren Schwager Graf Philipp von Savoyen.